# ثرنام کنت
ثرنام کنت (به انگلیسی: Thurnham) یک روستا و محله مدنی در بریتانیا است که در Maidstone واقع شده‌است. ثرنام کنت ۱٬۲۰۷ نفر جمعیت دارد.